# Henning Jørgensen
Henning Jørgensen (* 6. März 1949 in Gjellerup, Herning) war ein dänischer Radrennfahrer und nationaler Meister im Radsport.

## Sportliche Laufbahn
Jørgensen war Teilnehmer der Olympischen Sommerspiele 1972 in München. 1980 startete er bei den Olympischen Sommerspielen in Moskau. Im olympischen Straßenrennen 1972 wurde er beim Sieg von Hennie Kuiper als 48. klassiert. Bei den Sommerspielen 1980 in Moskau startete er erneut im Einzelrennen. Jørgensen wurde im olympischen Straßenrennen 31.
1969 gewann er die nationale Meisterschaft im Mannschaftszeitfahren gemeinsam mit Verner Blaudzun, Gerhard Nielsen und Eigil Sørensen. 1971 war er erneut im Titelrennen erfolgreich. Mit ihm wurden Verner Blaudzun, Harly Hyldgaard und Eigil Sørensen dänische Meister. 1974 gewann dieser Vierer erneut die Meisterschaft. 1976 gewann er mit Verner Blaudzun, Eigil Sørensen und Preben Sørensen, 1977 mit Verner Blaudzun, Eigil Sørensen und Jens Andersen den Mannschaftstitel. 1973 und 1975 wurde er mit seinem Team Vize-Meister.
1978 siegte er im Eintagesrennen um den Gran Premio della Liberazione vor George Mount. In der Jugoslawien-Rundfahrt war er 1976 auf einem Tagesabschnitt erfolgreich. 1977 gewann er mit der Fyen Rundt eines der traditionsreichsten Rennen in Dänemark. In der Berliner Etappenfahrt 1978 konnte er hinter Volker Kassun Zweiter werden. In der dänischen Straßenmeisterschaft kam er auf den 3. Platz, ebenso wie 1980.
Die Internationale Friedensfahrt bestritt er 1975 und wurde 39. in dem Etappenrennen. Bei den UCI-Straßen-Weltmeisterschaften 1974 belegte er den 7. Platz, 1978 wurde er als 6. und 1977 als 11. klassiert. Jørgensen bestritt eine Vielzahl von Amateur-Etappenrennen. So war er im britischen Milk Race, in der Polen-Rundfahrt, der Jugoslawien-Rundfahrt, der Österreich-Rundfahrt und der Bulgarien-Rundfahrt am Start.

## Berufliches
Nach seiner aktiven Karriere eröffnete er in Herning ein Fahrradgeschäft.